# 陳仲維
陳仲維（英語：Chan Chung-Wai, Victor ，（1963年10月14日—），前香港游泳運動員，游泳教練，特約演員。

## 早年生活
陳仲維於香港出生，祖籍廣東省清遠市，小學畢業於紅磡天主教普愛學校(現已停辦)，中學就讀余振強紀念中學(何文田)及博允英文中學(現已拆卸)，就讀大一藝術設計學院(山林道)時成功考入當時的香港理工學院。

## 游泳事業
陳仲維14歲才學習游泳，17歲已成為香港游泳代表，擅長自由泳及蝶泳，曾以代表資格為香港出戰亞運會、英聯邦運動會及泛亞太平洋游泳賽。曾以華泳會游泳主委身份帶領港華游泳隊連續4年奪得港澳埠際賽總冠軍，亦以華泳會游泳主委身份帶領港華游泳隊奪得第一屆穗港盃(廣州)青年組冠軍；2010年以香港區代表出席台灣慧行盃國際游泳賽，更在典禮上獲頒嘉賓紀念獎。2005年1月23日亦出任 中國奧運金牌跳水選手訪港為南亞海嘯災區籌款「愛心慈善大匯演」 義賣組組長。2007年7月，陳仲維曾代表香港游泳協會參加無綫電視遊戲電視節目《最緊要進步》。2019年仍然保留8項九龍城區際水運會個人游泳紀錄。在2020年出版之《香港游泳史》(陳耀邦著)中，被列入1937-2019香港知名泳手及教練(姓陳)。

## 特約演員事業
因泳隊協助拍攝廣告獲邀成為自由演員，曾在TVB，ATV，有線電視，香港電台及多間電影公司之自由演員；因游泳事業為主未能全職演出，但是演技被高度評價，曾被蕭鍵鏗監製賞識參與舞合劇-女大不中留，又被鬼才黎文卓挑選在匯豐銀行推廣宣傳-三國英雄投資攻略扮演關雲長，亦受殭屍監製冼志偉引薦拍攝衛生署心臟病宣傳片，更被張國榮選出合拍音樂MV-怨男，近年更獲寒戰金像導演陸劍青邀請拍寒戰預告宣傳片。2016-2017年拍攝國內電視劇-殭屍刑警。
電視代表作-ATV《我和殭屍有個約會2》第一集劇中飾演悍匪頭目，《再見艷陽天》劇中飾演日本軍官原田久，《殭屍道長》中的遲鈍殭屍及《廣東十虎》中的鐵橋三管家皆為主角角式，而在TVB《天地男兒》的金牌經記，令人印象深刻。其後於香港政府屋宇維修宣傳片中飾演無良地產經紀，其誇張及搞笑的造型得到很多人的注意而為人熟悉。除電視台工作，更在2003年夥拍黎耀祥、翁虹演出《我老婆是兇手》及與2005年夥拍彭丹、李惠敏合演之《臨時特攻》等多部錄像電影，加入主角行列。其鬼馬的表演方式，認定其在喜劇方面有一定程度的表演功力。

## 公職
1999年參加特區第一屆香港區議會選舉，雖然落敗但受到多個政黨及地方團體關注，出任多個地區團體公職；在老家廣東省清遠市亦擁有多個公職。現大部份時間在香港推動游泳及社區活動，但不忘參與中國大陸的廣告及幕後製作，2017年在廣東省清遠市義烏商業城之廣府美食展中與藝人王俊棠出任表演嘉賓，吸引超過5000名市民觀看，盛況破盡清遠戶外活動觀看人數；現累積製作及演出作品超越2500部。

### 现任公職
- 香港游泳良知大聯盟召集人
- 港清盃體育協會主席[1]
- 香港專業教練聯盟總幹事
- 泳濤會創會主席1988- [2]
- 黃埔體育會創會會長[3]
- 中國香港跳水總會副會長
- 何文田區青少年體育發展促進會常務秘書長
- 香港清遠商會秘書長
- 清遠市清新縣僑聯委員會名譽顧問
- 清遠市清城區海外聯誼會副秘書長
- 清遠市清新縣海外聯誼會副會長兼副秘書長
- 清遠市清城區政協之友聯誼會理事
- 清遠市民間保護文物促進會名譽會長
- 香港活力青松會長
- 愛游會名譽會長
- 香港專業游泳教練聯盟秘書長
- 香港游泳協會名譽顧問
- 鯨天會永遠會長
- 香港中華業餘游泳聯會游泳主委
- 廣東省清遠市游泳協會籌委會主席
- 穗港杯游泳友誼邀請賽主任委員
- 港澳埠際賽組委會主任委員
- 港清杯游泳友誼邀請賽籌委會主席
- 何文田青少年體育發展促進會名譽會長
- 寵愛行動（九龍區）召集人及發言人
- 香港演藝人協會會員
- 香港天域創造主席

## 歷任公職
- 香港中華業餘游泳聯會游泳及埠際主任委員2000-2005
- 古柏青松耆英活動召集人2011
- 香港中文大學游泳班導師
- 香港科技大學游泳班導師
- 香港浸會大學游泳班導師
- 市政局及康樂及文化事務署游泳班導師
- 香港青年協會游泳教練講座導師
- 南華體育會游泳訓練班教練
- 蔣世昌議員辦事處活動組聯絡人
- 陳麗君議員辦事處活動組聯絡人
- 陳聖光議員辦事處手力急救班助教
- 中國奧運金牌跳水選手訪港為南亞海嘯災區籌款「愛心慈善大匯演」 義賣組組長

## 軼事
陳仲維2008年曾替《香港蘋果日報》馬經版挑戰賽中撰文；更於足球網上版中成為至激讀者並勝出近二千元彩金。